# Коло зображення

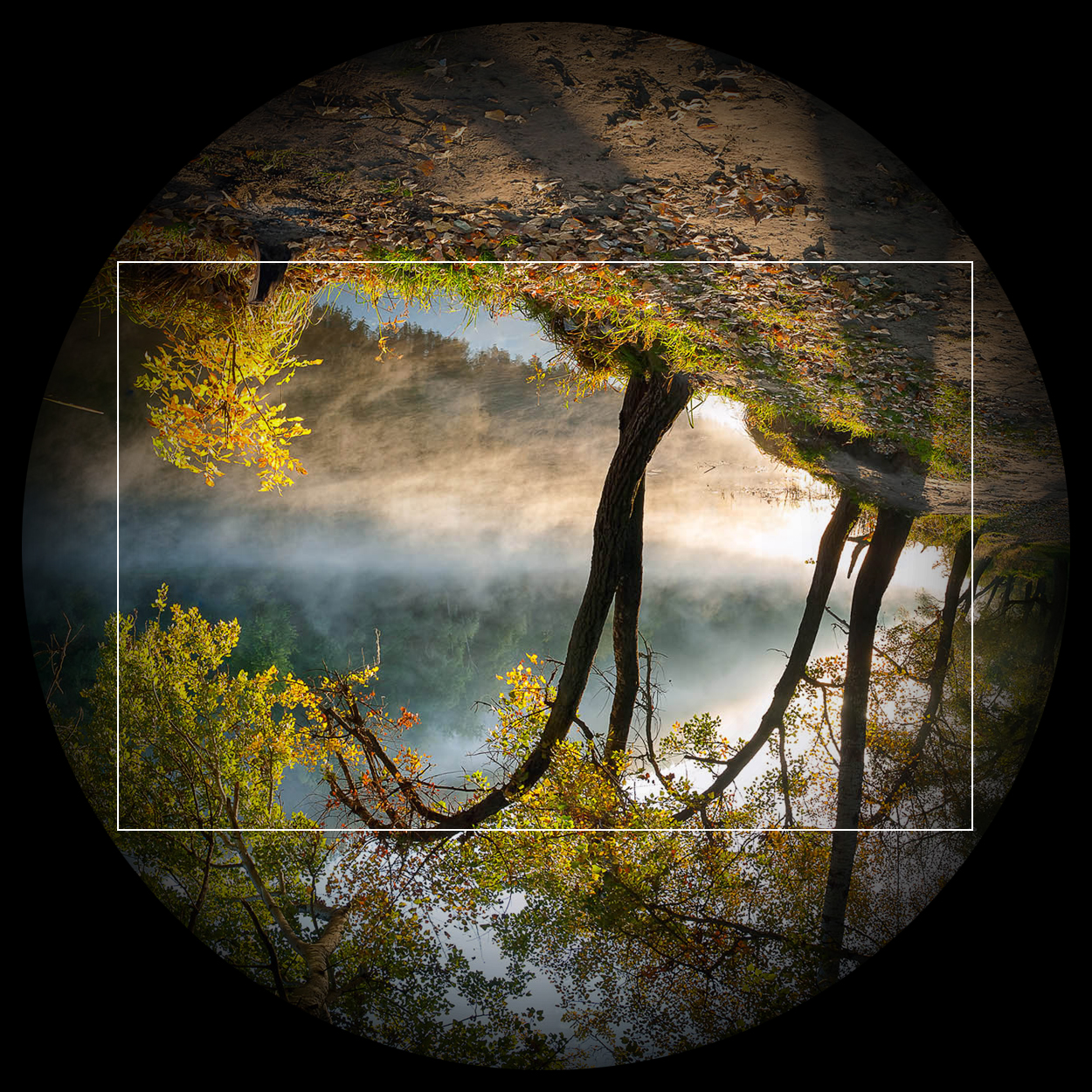
Коло зображення, яке утворене в камері. Прямокутником відмічена зона охоплена плівкою або сенсором зображення.

Коло зображення або поле зображення об’єктива це зона перетину конуса світла, яке проходить через лінзу або серію лінз. Коли це світло зустрічає перпендикулярну поверхню, таку як плівка або сенсор цифрової камери, утворюється коло світла, тобто коло зображення. Можуть використовуватись сенсори з різним співвідношенням сторін, але які поміщаються в середині однакового кола зображення, 3:2, 4:3, 16:9, та ін.